# ألواح يهوياشين التموينية
يعود تاريخ ألواح يهوياشين التموينية إلى القرن السادس قبل الميلاد، وهي تصف الحصص الغذائية المخصصة لأسير ملكي عرف بيهويا كين، ملك يهوذا. تم اكتشاف ألواح من المحفوظات الملكية لنبوخذ نصر ملك بابل في أنقاض بابل تحتوي على حصص غذائية مدفوعة للأسرى والحرفيين الذين عاشوا في المدينة وحولها. على أحد اللوحين، تم ذكر «ياو كونو، ملك أرض يهودو» مع أبنائه الخمسة المدرجين كأمراء ملكيين.

## التنقيب
استخرج روبرت كولديوي الألواح من بابل خلال أعمال التنقيب في 1899-1917 وتم تخزينها في مبنى تحت الأرض مقبب أسطواني يتكون من صفوف من الغرف بالقرب من بوابة عشتار.
«السيلا» هي وحدة بابلية ذات سعة تعادل 800 مل.